# サザン・ナイツ
「サザン・ナイツ」（Southern Nights）は、アラン・トゥーサンが作詞・作曲し1975年に発表した楽曲。2年後、グレン・キャンベルがカントリー・ポップスタイルにアレンジして大ヒットした。

## アラン・トゥーサンのバージョン
1975年5月に発売されたソロ・アルバム『Southern Nights』に収録された。トゥーサンはこの歌が生まれた経緯を次のように語っている。
トゥーサンのルイジアナ州で過ごした幼少時の思い出がそのまま歌詞に反映されているが、本作品は後半で「実にいい気分だ／気分が良すぎて何だか怖いくらい／もし叶うものなら／この世界で起きている戦いを止めさせたい」と歌われる。
2003年に発売されたコンピレーション・アルバム『The Complete Warner Recordings』に、1975年にフィラデルフィアで行ったライブの音源が収録された。同ライブ・バージョンは2016年4月16日に発売されたアルバム『Live in Philadelphia 1975』にも収録されている。

## グレン・キャンベルのバージョン
1977年1月17日にシングルA面曲として発売。編曲はチャーリー・カレロが担当した。B面はキャンベルのギターがフィーチャーされた「ウィリアム・テル序曲」。2月発売の同名のアルバムに収録された。
同年4月30日付のビルボード・Hot 100で1位を記録（1週のみ）。また、ビルボードのカントリー・チャート、アダルト・コンテンポラリー・チャートでもそれぞれ1位を記録した。1977年の年間チャートの22位を記録し、キャンベルのシングルはゴールドディスクに輝いた。1977年のカントリーミュージック協会賞にノミネートもされている。